# علی‌خواجه
علی‌خواجه یکی از روستاهای استان آذربایجان شرقی است که در دهستان بناجوی غربی بخش مرکزی شهرستان بناب واقع شده‌است.این روستا ۱۴۱۸ نفر جمعیت دارد.